# Арбанија (Трогир)
Арбанија је насељено место у саставу града Трогира, на острву Чиову, Сплитско-далматинска жупанија, Република Хрватска.

## Географија
То је приобално место на северној страни острва Чиова, на обали Каштеланског залива у Јадранском мору.
Налази се југозападно од чиовског дела Трогира и Мастринке, а североисточно од места Слатине. Југозападно се путем долази до села Жедног. Са друге стране залива, према истоку, се налази полуострво Марјан и град Сплит.
Арбанија има малу луку, заштићену коленастим лукобраном. Дубина мора у луци је до 2 метра. Лука је изложена свим северним ветровима.

## Историја
До територијалне реорганизације у Хрватској налазила се у саставу старе општине Трогир. Насеље је настало приликом изградње самостана почетком 15. века.

## Становништво
На попису становништва 2011. године, Арбанија је имала 374 становника.
| Број становника по пописима | Број становника по пописима | Број становника по пописима | Број становника по пописима | Број становника по пописима | Број становника по пописима | Број становника по пописима | Број становника по пописима | Број становника по пописима | Број становника по пописима | Број становника по пописима | Број становника по пописима | Број становника по пописима | Број становника по пописима | Број становника по пописима | Број становника по пописима |
| --------------------------- | --------------------------- | --------------------------- | --------------------------- | --------------------------- | --------------------------- | --------------------------- | --------------------------- | --------------------------- | --------------------------- | --------------------------- | --------------------------- | --------------------------- | --------------------------- | --------------------------- | --------------------------- |
| 1857                        | 1869                        | 1880                        | 1890                        | 1900                        | 1910                        | 1921                        | 1931                        | 1948                        | 1953                        | 1961                        | 1971                        | 1981                        | 1991                        | 2001                        | 2011                        |
| 0                           | 0                           | 73                          | 89                          | 103                         | 102                         | 0                           | 268                         | 242                         | 266                         | 249                         | 223                         | 301                         | 613                         | 370                         | 374                         |

Напомена: У 1857, 1869. и 1921. подаци су садржани у насељу Жедно. До 1948. исказивано је као део насеља. Од 1857. до 1991. садржи податке за насеље Мастринка. У 2001. смањено је издвајањем насеља Мастринка.

### Попис1991.
На попису становништва 1991. године, насељено место Арбанија је имало 613 становника, следећег националног састава:
| Попис 1991.‍  | Попис 1991.‍  | Попис 1991.‍ | Попис 1991.‍ | Попис 1991.‍ |
| ------------ | ------------ | ----------- | ----------- | ----------- |
|              |              |             |             |             |
| Хрвати       | Хрвати       |             | 558         | 91,02%      |
| Срби         | Срби         |             | 16          | 2,61%       |
| Мађари       | Мађари       |             | 12          | 1,95%       |
| Муслимани    | Муслимани    |             | 7           | 1,14%       |
| Бугари       | Бугари       |             | 1           | 0,16%       |
| Југословени  | Југословени  |             | 1           | 0,16%       |
| Русини       | Русини       |             | 1           | 0,16%       |
| Чеси         | Чеси         |             | 1           | 0,16%       |
| неопредељени | неопредељени |             | 12          | 1,95%       |
| регион. опр. | регион. опр. |             | 1           | 0,16%       |
| непознато    | непознато    |             | 3           | 0,48%       |
| укупно: 613  |              |             |             |             |

## Самостан
У оближњем засеоку на путу који води према Мастринки се налази доминикански самостан Светог Крижа из 15. века. Самостан су градила два домаћа мајстора Иван Брахамовић и Никола Младинов. Самостан има ходник у облику крста са богатом унутрашњом опремом. Од уметничких вредности најпознатије је готичко дрвено распеће, за које се верује да има магичне особине и готичка седишта у певници.